# Wimbledon 1995
De 109e editie van het Britse grandslamtoernooi, Wimbledon 1995, werd gehouden van maandag 26 juni tot en met zondag 9 juli 1995. Voor de vrouwen was het de 102e editie van het graskampioenschap. Het toernooi werd gespeeld bij de All England Lawn Tennis and Croquet Club in de wijk Wimbledon van de Britse hoofdstad Londen.
Op de eerste zondag tijdens het toernooi (Middle Sunday) werd traditioneel niet gespeeld. 
Het toernooi van 1995 trok 384.882 toeschouwers. De All England Lawn Tennis and Croquet Club boekte met het toernooi van 1995 een winst van 27,9 miljoen pond (72 miljoen gulden).

## Belangrijkste uitslagen
Mannenenkelspel

Finale: Pete Sampras (Verenigde Staten) won van Boris Becker (Duitsland) met 6-7, 6-2, 6-4, 6-2
Vrouwenenkelspel

Finale: Steffi Graf (Duitsland) won van Arantxa Sánchez Vicario (Spanje) met 4-6, 6-1, 7-5
Mannendubbelspel

Finale: Todd Woodbridge (Australië) en Mark Woodforde (Australië) wonnen van Rick Leach (Verenigde Staten) en Scott Melville (Verenigde Staten) met 7-5, 7-6, 7-6
Vrouwendubbelspel

Finale: Jana Novotná (Tsjechië) en Arantxa Sánchez Vicario (Spanje) wonnen van Gigi Fernández (Verenigde Staten) en Natallja Zverava (Wit-Rusland) met 5-7, 7-5, 6-4
Gemengd dubbelspel

Finale: Martina Navrátilová (Verenigde Staten) en Jonathan Stark (Verenigde Staten) wonnen van Gigi Fernández (Verenigde Staten) en Cyril Suk (Tsjechië) met 6-4, 6-4
Meisjesenkelspel

Finale: Aleksandra Olsza (Polen) won van Tamarine Tanasugarn (Thailand) met 7-5, 7-6
Meisjesdubbelspel

Finale: Cara Black (Zimbabwe) en Aleksandra Olsza (Polen) wonnen van Trudi Musgrave (Australië) en Jodi Richardson (Australië) met 6-0, 7-6
Jongensenkelspel

Finale: Olivier Mutis (Frankrijk) won van Nicolas Kiefer (Duitsland) met 6-2, 6-2
Jongensdubbelspel

Finale: Martin Lee (Groot-Brittannië) en James Trotman (Groot-Brittannië) wonnen van Alejandro Hernández (Mexico) en Mariano Puerta (Argentinië) met 7-6, 6-4

## Toeschouwersaantallen en bezoekerscapaciteit
|           |        | Eerste week |         | Tweede week |
| --------- | ------ | ----------- | ------- | ----------- |
| Maandag   |        | 33.016      |         | 33.327      |
| Dinsdag   | 34.687 | 29.939      |         |             |
| Woensdag  | 37.183 | 27.432      |         |             |
| Donderdag | 35.625 | 22.917      |         |             |
| Vrijdag   | 32.236 | 22.138      |         |             |
| Zaterdag  | 32.396 | 21.060      |         |             |
| Zondag    | –      | 22.926      |         |             |
| Totaal    |        | 384.882     | 384.882 | 384.882     |

| Baan                           | Zitplaatsen                    | Staanplaatsen                  |                                | Baan                           | Zitplaatsen   |
| ------------------------------ | ------------------------------ | ------------------------------ | ------------------------------ | ------------------------------ | ------------- |
| Centre Court                   | 13.118                         | –                              |                                | Court No. 9                    | –             |
| Court No. 1                    | 6.508                          | 820                            | Court No. 10                   | –                              |               |
| Court No. 2                    | 2.220                          | 770                            | Court No. 11                   | 162                            |               |
| Court No. 3                    | 800                            | –                              | Court No. 12                   | –                              |               |
| Court No. 4                    | –                              | –                              | Court No. 13                   | 1.604                          |               |
| Court No. 5                    | –                              | –                              | Court No. 14                   | 1.816                          |               |
| Court No. 6                    | 250                            | –                              | Court No. 15                   | –                              |               |
| Court No. 7                    | 250                            | –                              | Court No. 16                   | –                              |               |
| Court No. 8                    | –                              | –                              | Court No. 17                   | 180                            |               |
| Totaal zitplaatsen             | Totaal zitplaatsen             | Totaal zitplaatsen             | Totaal zitplaatsen             | Totaal zitplaatsen             | 26.799        |
| Totaal staanplaatsen           | Totaal staanplaatsen           | Totaal staanplaatsen           | Totaal staanplaatsen           | Totaal staanplaatsen           | 1.590         |
|                                |                                |                                |                                |                                |               |
| Bezoekerscapaciteit tennispark | Bezoekerscapaciteit tennispark | Bezoekerscapaciteit tennispark | Bezoekerscapaciteit tennispark | Bezoekerscapaciteit tennispark | 28.000-29.000 |

## Uitzendrechten
In Nederland was Wimbledon te zien bij de commerciële zender RTL 5. RTL 5 deed dagelijks rechtstreeks verslag van 13.00 tot 19.00 uur. Aan het eind van de dag, rond middernacht werd de dag samengevat in 'Wimbledon vandaag'. Het team van RTL 5 bestond uit totaal achttien mensen, waaronder de commentatoren Herman Kuiphof en Jan Roelfs. RTL 5 had ter plekke een regie- en presentatieruimte ingericht, van waaruit de wedstrijdbeelden van de BBC werden geselecteerd en het geheel aan elkaar werd gepraat door de presentator Jur Raatjes.
Verder kon het toernooi ook gevolgd worden bij de Britse publieke omroep BBC, waar uitgebreid live-verslag werd gedaan op de zenders BBC One en BBC Two. In Duitsland werd Wimbledon dagelijks van 13.00 uur tot 18.45 uur uitgezonden op de commerciële zender RTL Television.
1877 · 1878 · 1879 · 1880 · 1881 · 1882 · 1883 · 1884 · 1885 · 1886 · 1887 · 1888 · 1889 · 1890 · 1891 · 1892 · 1893 · 1894 · 1895 · 1896 · 1897 · 1898 · 1899 · 1900 · 1901 · 1902 · 1903 · 1904 · 1905 · 1906 · 1907 · 1908 · 1909 · 1910 · 1911 · 1912 · 1913 · 1914 · 1915–1918 · 1919 · 1920 · 1921 · 1922 · 1923 · 1924 · 1925 · 1926 · 1927 · 1928 · 1929 · 1930 · 1931 · 1932 · 1933 · 1934 · 1935 · 1936 · 1937 · 1938 · 1939 · 1940–1945 · 1946 · 1947 · 1948 · 1949 · 1950 · 1951 · 1952 · 1953 · 1954 · 1955 · 1956 · 1957 · 1958 · 1959 · 1960 · 1961 · 1962 · 1963 · 1964 · 1965 · 1966 · 1967
↓ open tijdperk ↓
1968 (m-v-md-vd-gd) · 1969 (m-v-md-vd-gd) · 1970 (m-v-md-vd-gd) · 1971 (m-v-md-vd-gd) · 1972 (m-v-md-vd-gd) · 1973 (m-v-md-vd-gd) · 1974 (m-v-md-vd-gd) · 1975 (m-v-md-vd-gd) · 1976 (m-v-md-vd-gd) · 1977 (m-v-md-vd-gd) · 1978 (m-v-md-vd-gd) · 1979 (m-v-md-vd-gd) · 1980 (m-v-md-vd-gd) · 1981 (m-v-md-vd-gd) · 1982 (m-v-md-vd-gd) · 1983 (m-v-md-vd-gd) · 1984 (m-v-md-vd-gd) · 1985 (m-v-md-vd-gd) · 1986 (m-v-md-vd-gd) · 1987 (m-v-md-vd-gd) · 1988 (m-v-md-vd-gd) · 1989 (m-v-md-vd-gd) · 1990 (m-v-md-vd-gd) · 1991 (m-v-md-vd-gd) · 1992 (m-v-md-vd-gd) · 1993 (m-v-md-vd-gd) · 1994 (m-v-md-vd-gd) · 1995 (m-v-md-vd-gd) · 1996 (m-v-md-vd-gd) · 1997 (m-v-md-vd-gd) · 1998 (m-v-md-vd-gd) · 1999 (m-v-md-vd-gd) · 2000 (m-v-md-vd-gd) · 2001 (m-v-md-vd-gd) · 2002 (m-v-md-vd-gd) · 2003 (m-v-md-vd-gd) · 2004 (m-v-md-vd-gd) · 2005 (m-v-md-vd-gd) · 2006 (m-v-md-vd-gd) · 2007 (m-v-md-vd-gd) · 2008 (m-v-md-vd-gd) · 2009 (m-v-md-vd-gd) · 2010 (m-v-md-vd-gd) · 2011 (m-v-md-vd-gd) · 2012 (m-v-md-vd-gd) · 2013 (m-v-md-vd-gd) · 2014 (m-v-md-vd-gd) · 2015 (m-v-md-vd-gd) · 2016 (m-v-md-vd-gd) · 2017 (m-v-md-vd-gd) · 2018 (m-v-md-vd-gd) · 2019 (m-v-md-vd-gd) · 2020 · 2021 (m-v-md-vd-gd) · 2022 (m-v-md-vd-gd) · 2023 (m-v-md-vd-gd) · 2024 (m-v-md-vd-gd)
Lijst van Wimbledonwinnaars · Toernooien per editie